# Polystictina maculata
Polystictina maculata är en fjärilsart som beskrevs av Moore 1879. Polystictina maculata ingår i släktet Polystictina och familjen tandspinnare. Inga underarter finns listade i Catalogue of Life.